# Röda kapellet (motståndsgrupp)
Röda kapellet (tyska: Rote Kapelle) var namnet på tre motståndsgrupper under andra världskriget. Benämningen "Röda kapellet" myntades av Nazitysklands säkerhetsministerium Reichssicherheitshauptamt (RSHA) och medlemmarna kallades för "pianister". RSHA skilde på tre av varandra oberoende motstånds- och spiongrupper:
1. Trepper-gruppen leddes av Leopold Trepper, spion för GRU. Gruppen var verksam i Tyskland, Frankrike och Belgien.
2. Schulze-Boysen/Harnack-gruppen bestod av paret Harro och Libertas Schulze-Boysen och paret Arvid och Mildred Harnack. Gruppen var verksam i Berlin.

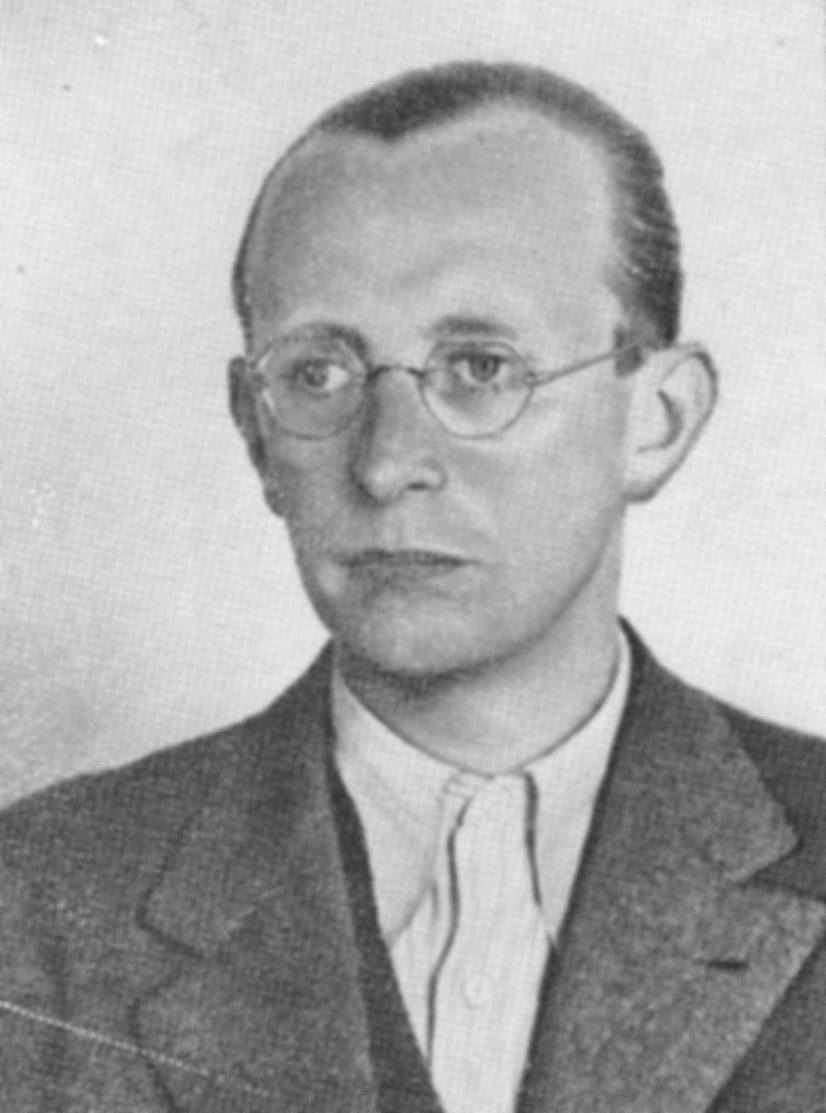
Arvid Harnack
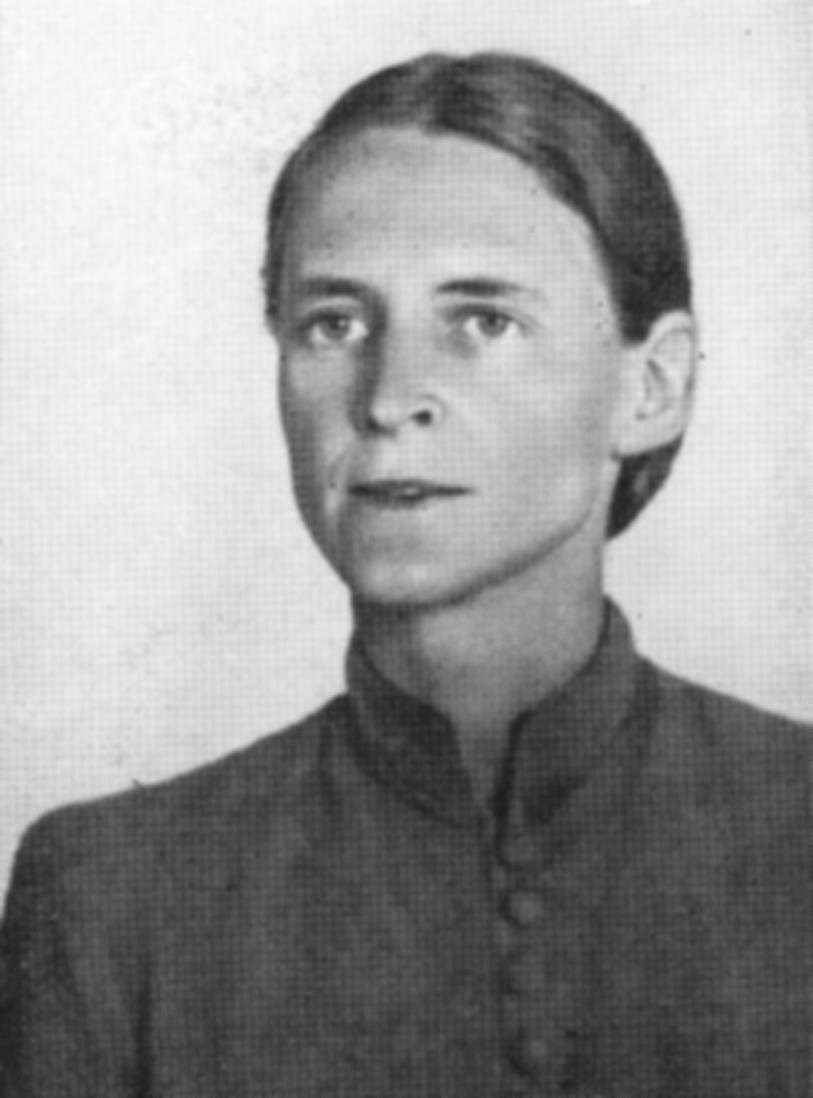
Mildred Harnack
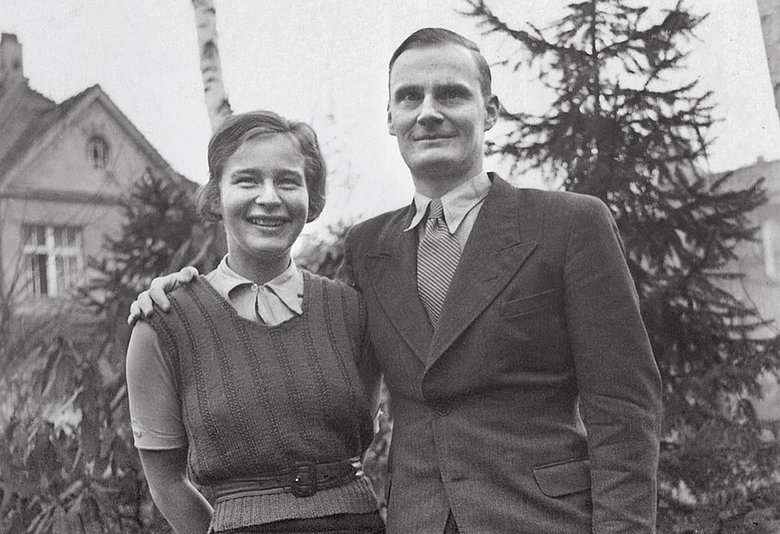
Libertas och Harro Schulze-Boysen (1935).jpg

3. Rote Drei-gruppen ("De tre röda") leddes av Rudolf Roessler och var verksam i Schweiz.